# ワンウエスト銀行
ワンウエスト銀行（OneWest Bank）はアメリカ合衆国の国法銀行で、南カルフォルニアに81の支店を持つ2010年2月時点で総資産140億ドルを保有する銀行である。
前身は2007年に始まる金融危機でリーマン・ショックに先立ち大規模な破綻を起こしたインディマック銀行（IndyMac Bank）であり、破綻後連邦預金保険公社(FDIC)によって設立されたブリッジバンクであるインディマック連邦銀行（IndyMac Federal Bank）を投資家のパートナーシップであるIMB HoldCoが落札しワンウエスト銀行に改称した。

## インディマック銀行
インディマック銀行は、破綻前まで南カルフォルニアで最大の貯蓄貸付組合で、全米7位の住宅ローンの貸し手（オリジネータ）であった。2008年7月11日にその当時史上4番目、貯蓄金融機関としては2番目の規模の破綻を起こした。FDICにより業務停止された時の親会社はインディマックバンコープであり、インディマックバンコープは連邦倒産法第7章を適用された。
モーゲージバンク大手であるカントリーワイド・フィナンシャル（これも破綻し、バンク・オブ・アメリカに売却され、その一部門になったen:Bank of America Home Loans）が、1985年に大きすぎて連邦住宅抵当公庫（ファニーメイ）や連邦住宅金融抵当公庫（フレディマック）に売れないローンをクロス担保する手段として設立し、1997年にスピンオフさせた。Macというのはフレディマックや連邦農業抵当公社（ファーマーマック）等いくつかの政府支援機関に使われている抵当会社を意味する語尾であるが、インディマックは一切政府とはかかわりの無い私設企業であった。
2000年7月にインディマックはサンガブリエルバレーファーストフェデラル貯蓄貸付組合を傘下に持つSGVバンコープを取得し、インディマック銀行とし、カリフォルニア9位の銀行となった。インディマック銀行は貯蓄金融機関とモーゲージバンクを兼ねた金融機関として運営され、個々の家の購入、建築、改装のための融資をおこなった。またインディマックはそのような融資や、その他の消費者金融を担保にした証券を発行していた。
最終的には以下の企業を配下に納めた
- フィナンシャルフリーダム , リバースモーゲージの貸し手および債権回収 2004年 7月16日
- ニューヨークモーゲージカンパニー 東海岸のモーゲージバンク 2007年4月2日
- バーリントンキャピタルコーポレーション 西海岸のモーゲージバンク 2007年9月